# Lorttjärnarna (Ljusdals socken, Hälsingland, 689541-151398)
Lorttjärnarna är en sjö i Ljusdals kommun i Hälsingland och ingår i Delångersåns huvudavrinningsområde.